# روز ملل متحد

سازمان ملل متحد در ۲۴ اکتبر سال ۱۹۴۵ بنیان‌گذاری شد. در سال ۱۹۴۷، مجمع عمومی سازمان ملل متحد این تاریخ را به عنوان روز ملل متحد، روزی برای شناساندن اهداف و دستاوردهای سازمان ملل به مردم جهان و جلب پشتیبانی آن‌ها برای سازمان، اعلام کرد.
در سال ۱۹۷۱، مجمع عمومی سازمان ملل متحد قطعنامه دیگری را تصویب کرد (قطعنامه ۲۷۸۲) که اعلام می‌کرد که روز ملل متحد باید به یک بزرگداشت بین‌المللی یا یک روز تعطیل بین‌المللی تبدیل شود و پیشنهاد می‌شود کشورهای عضو سازمان این روز را به عنوان یک روز تعطیل عمومی در کشور خود بپذیرند.

## بزرگداشت‌ها
روز ملل متحد در سراسر جهان با دورهمی‌ها، گفتگوها و نمایشگاه‌هایی دربارهٔ دستاوردها و اهداف سازمان ملل همراه است. این روز فقط در کوزوو تعطیل است زیرا این سرزمین توسط هیئت دولت موقت سازمان ملل اداره می‌شود.
مدارس بین‌المللی پرشماری در سراسر جهان تنوع فرهنگی خود را در این روز جشم می‌گیرند. این جشن‌ها بیشتر شامل نمایش فرهنگی در شامگاه و نمایشگاه غذا است که در آن غذاهایی از سرتاسر جهان موجود است. در فیلیپین در این روز که آخرین روز مدرسه پیش از تعطیلات نیم‌سال آموزشی مدرسه‌هاست، دانش‌آموزان لباس‌های ملی کشورهای عضو را می‌پوشند و در مدارس برنامه‌های گوناگونی از جمله اجرای نمایش و پخت غذا، برگزار می‌شود.
در این روز در ایالات متحده آمریکا، رئیس‌جمهور یک اعلامیه صادر می‌کند.

## تمبرها

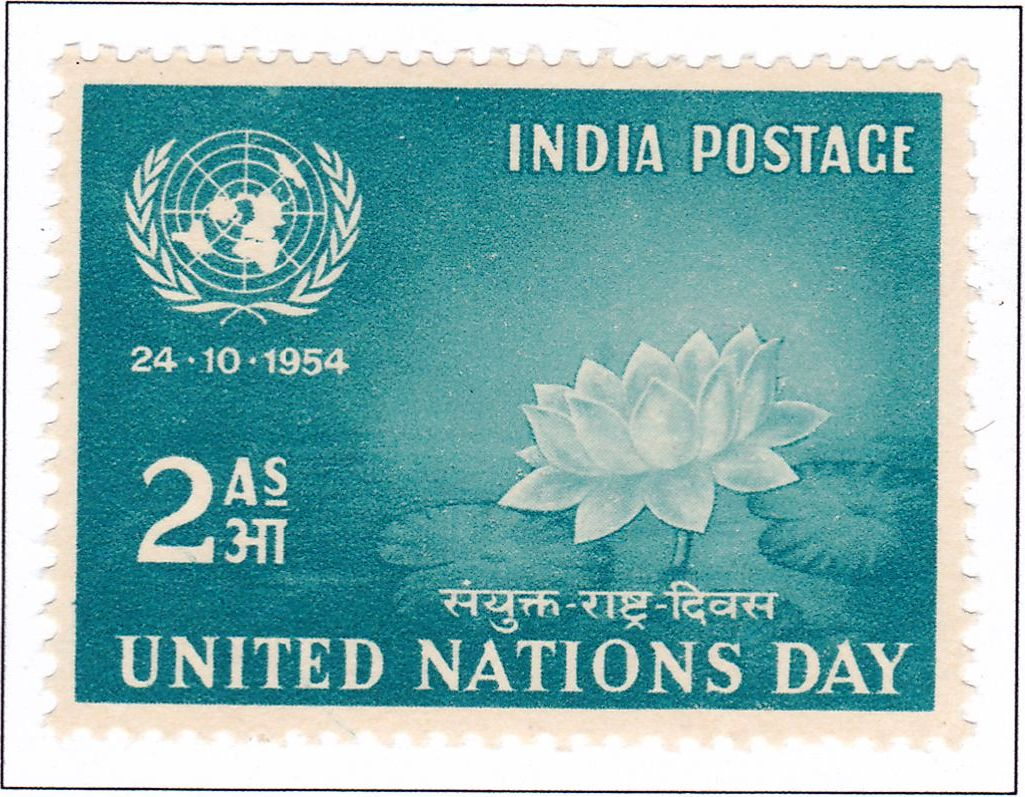
یک تمبر هندی به مناسبت روز ملل متحد

در سال ۱۹۵۱ در روز ملل متحد، اداره پست سازمان ملل اولین تمبرهای سازمان ملل را به دلار آمریکا در مقر سازمان ملل متحد در نیویورک صادر کرد.